# 3587 Descartes
3587 Descartes là một tiểu hành tinh [[vành đai chính. It is 9.35 km ở diameter. Nó được phát hiện bởi L. V. Zhuravleva in 1981. Nó được đặt theo tên René Descartes, the seventeenth century philosopher.